# Mary Brunton
Pour les articles homonymes, voir Brunton.
Mary Brunton née Balfour le 1er novembre 1778 à Burray et décédée le 7 décembre 1818 est une romancière écossaise. Elle redéfinit la féminité dans ses romans.  

## Œuvres
- Self-Control (1811)
- Discipline (1814)
- Emmeline With Some Other Pieces by Mary Brunton (1819)